# Bahnhof Watford Junction

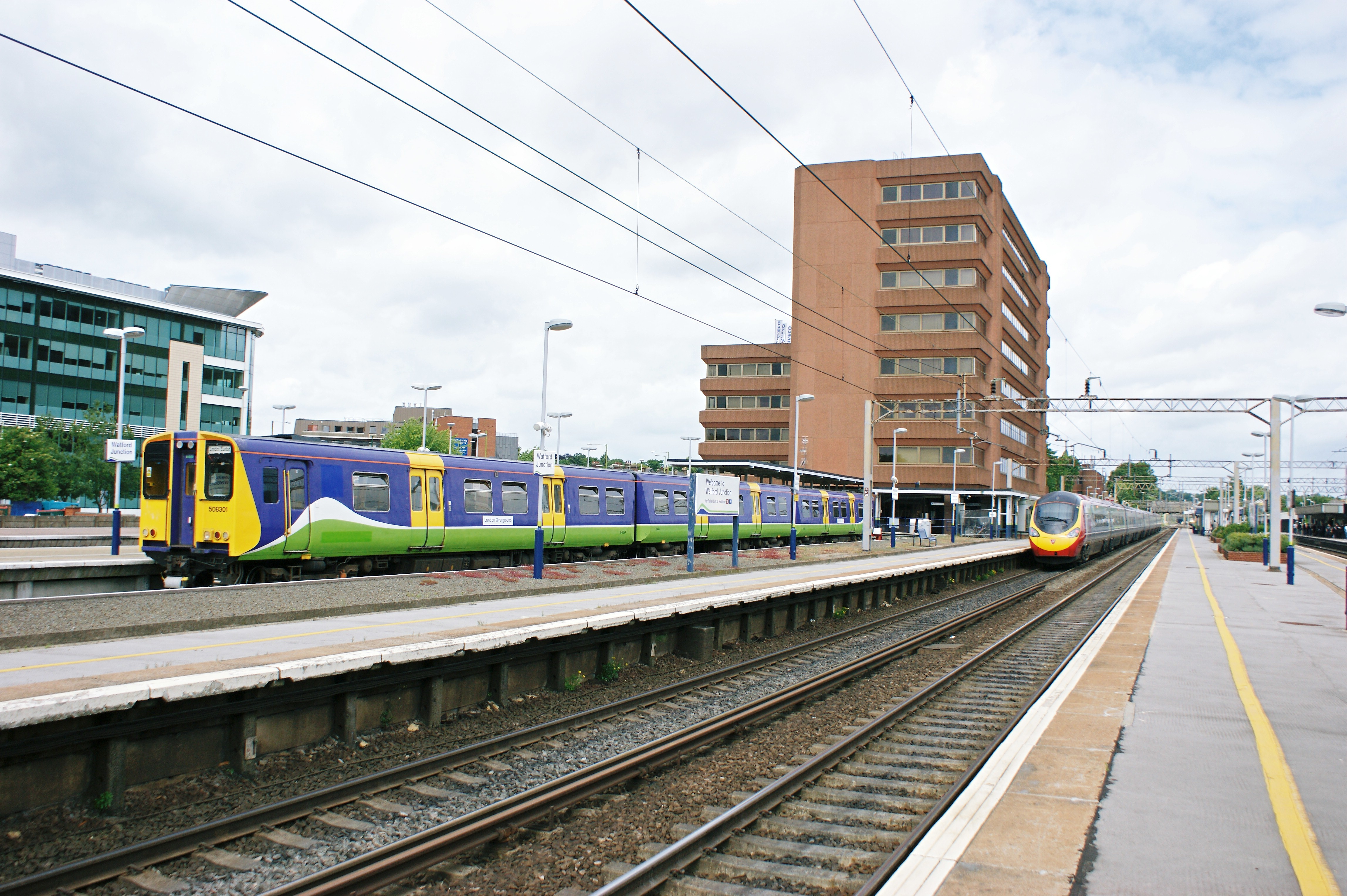
Watford Junction

Der Bahnhof Watford Junction ist der größte Bahnhof der englischen Stadt Watford. Er liegt an der West Coast Main Line sowie an der parallel zu ihr verlaufenden Watford DC Line. Zudem zweigt eine kurze Zweiglinie nach St Albans ab.

## Geschichte
Der Bahnhof wurde am 5. Mai 1858 im Zuge der Eröffnung der Linie nach St. Albans dem Verkehr übergeben. Damit ersetzte er den nördlich gelegenen, ersten Bahnhof Watfords. 1909 wurde er neu gebaut, 1980 und zurzeit wurde bzw. wird er größeren Erneuerungs- und Umbauarbeiten unterzogen.
1917 wurde die Bakerloo Line der London Underground nach Watford Junction verlängert, jedoch wurde nach starker Abnahme der Züge nach Watford in den 1960er Jahren der Betrieb zwischen Stonebridge Park und Watford Junction 1982 eingestellt, 1984 jedoch wieder bis zum Bahnhof Harrow & Wealdstone verlängert.
Am 23. Januar 1975 ereignete sich südlich des Bahnhofs ein schweres Zugunglück, als der Schnellzug Manchester – London Euston infolge von Gütern im Gleis entgleiste. Anschließend kam es zu einer Kollision mit dem in der Gegenrichtung verkehrenden Nachtzug Euston – Glasgow, wobei der Lokomotivführer des Zuges aus Manchester sein Leben verlor, und 11 weitere Menschen verletzt wurden. Bei der Untersuchung stellte sich heraus, dass die Güter von einem Güterzug der Ford Company gefallen waren, der die Strecke kurz zuvor passiert hatte. Obwohl alle Türen des Güterzugs bei Abfahrt verschlossen wurden, waren nach dem Unfall drei geöffnet. Offiziell wurden die drei offenen Türen als Vandalismus-Akt bezeichnet, der verübt wurde, als der Zug im Bahnhof Gospel Oak hielt.

## Betrieb
Der Bahnhof wird von den Bahngesellschaften Avanti West Coast, Southern, London Midland und London Overground befahren, die mit Ausnahme von Southern in London am Bahnhof Euston enden.

### Avanti West Coast
- London Euston – Wolverhampton

### Southern
- Milton Keynes Central – East Croydon; verkehrt via West London Line

### London Midland
- London Euston – Tring/Birmingham New Street/Milton Keynes Central/Crewe
- Watford Junction – St Albans Abbey

### London Overground
- Watford Junction – London Euston (Watford DC Line)

## Geplante Anbindung der Underground
Im Rahmen des Croxley-Rail-Link-Projekts sollte die Metropolitan Line der London Underground über eine stillgelegte Bahnstrecke an Watford Junction angebunden werden. Der bisherige Endpunkt der Metropolitan Line Watford außerhalb des Stadtzentrums sollte für den Fahrgastbetrieb geschlossen werden. Aus Kostengründen liegt das Projekt vorläufig auf Eis.

## Trivia
- Watford Junction war lange die einzige Station der Verkehrsmittel von Transport for London, die im Gültigkeitsbereich der Oyster Card, jedoch außerhalb der neun Travel zones liegt.